# El Jabato
El Jabato fue una famosa serie de historietas creada por Víctor Mora (guion), en este caso con el seudónimo de R. Martín, y Francisco Darnís (dibujo) para la editorial Bruguera en 1958. Debido a sus similitudes con El Capitán Trueno, se la considera un ejemplo de autocompetencia dentro de la misma editorial.

## Trayectoria editorial

### Original (1958-66)
El primer cuadernillo apaisado (titulado Esclavos de Roma) se publicó el 20 de octubre de 1958 y se regaló con el número 107 de El Capitán Trueno. La colección original salió íntegramente en blanco y negro, y permaneció en los kioscos hasta 1966, alcanzado un total de 381 episodios, además de cuatro almanaques y diversos especiales de vacaciones. 
Inicialmente, el guionista Víctor Mora no estaba muy conforme con que la serie se llamase El Jabato, pues este nombre (impuesto por editorial Bruguera), en un principio no le sonaba nada bien. Con el tiempo (y visto el éxito de la cabecera), acabaría por aceptarlo.
Cuando el éxito del personaje estuvo más que probado, los editores se decidirían a incluir también otras aventuras del mismo (paralelamente a la serie principal) en la revista Ven y Ven (por primera vez el 2 de marzo de 1959), continuada por el Suplemento de Historietas de El DDT (por primera vez el 4 de mayo de 1959). De este modo, aparecerían en su doble página central 16 episodios más de El Jabato, así como en la revista El Campeón (por primera vez el 16 de agosto de 1960), que publicaría 32 episodios más en idénticas condiciones, además de 1 episodio en un especial de vacaciones. En el caso de El Campeón, se cree que es muy posible que el guionista Ricardo Acedo se encargase de algunos guiones de El Jabato, alternándose en la tarea con un Víctor Mora más que desbordado ya de trabajo por aquellas fechas.
Francisco Darnís, al igual que ya le sucediera a Ambrós con El Capitán Trueno, también se vio obligado a usar ayuda en la colección. De este modo Luis Ramos, Jaime Juez —de muy especial e importante contribución a la colección—, Luis Coch, Juan Escandell, Marco, Juan Martínez Osete, Manuel Carregal o Víctor Arriazu y Calleja (básicamente los mismos que colaboraban en El Capitán Trueno), serían los distintos entintadores (y a menudo portadistas) de la saga una vez que la creciente cantidad de trabajo -que el éxito trajo inevitablemente consigo-, desbordase por completo a Darnís obligándolo a encargarse casi exclusivamente de los lápices.
Además, y por si todo esto fuera poco, con el tiempo el personaje dispuso de su propia revista de aventuras, El Jabato Extra (que salió por primera vez el 7 de mayo de 1962), de la que aparecieron 51 números y 1 almanaque, para pasar finalmente a las páginas de la revista El Capitán Trueno Extra, donde aparecieron episodios de sus aventuras entre los números 176 y 333, además de 6 almanaques y especiales de vacaciones de esta misma revista.

### Posterior
A partir de entonces, la presencia del personaje en el mercado se apoyó durante muchos años en continuas reediciones, siendo la mayoría de ellas simples versiones coloreadas (y reconvertidas a formato de página vertical) del material original apaisado en blanco y negro. Para estas ediciones retocadas, se remontaron las páginas, se censuraron muchas de ellas y se eliminaron situaciones supuestamente poco edificantes para los niños, según las directrices de la censura de la época («ley de Fraga»), menos permisiva que cuando surgió el personaje. Aunque en sus páginas predominaba mayoritariamente el material del cuadernillo, en realidad se incluyeron materiales de todas las procedencias (cuadernillo, Jabato Extra, Trueno Extra, y almanaques). Entre dichas reediciones (cuyo esquema prácticamente sería un calco de las de su personaje hermano), cabría destacar especialmente la serie de los años setenta Jabato Color, de editorial Bruguera (recordada sobre todo por las impresionantes portadas que Antonio Bernal creara a propósito para la ocasión), y la también popular Edición Histórica, de Ediciones B (ésta ya de finales de los años ochenta, y con las mismas portadas de Bernal).
Las aventuras de El Jabato se han publicado también con notable éxito en diversas lenguas y otros tantos países, pero curiosamente cambiando siempre el nombre del protagonista por otros bastante más rebuscados. Así en Francia fue conocido como Ajax primero, y Taröio después. En Grecia sin embargo lo llamaron Eλ Zαμπατo, y en Bélgica Rex, de Ontembare.
En octubre de 2008 (con motivo del 50.º aniversario de la creación del personaje), Ediciones B lanzó al mercado una nueva aventura de El Jabato (la primera en más de treinta años al margen de las múltiples reediciones anteriormente mencionadas), en un añejo formato apaisado, en esta ocasión de la mano de José Revilla (dibujo) y Luis Antonio Ródenas (guion). Ambos se habían conocido a través del Club de Fanes de El Jabato en Yahoo y ninguno de los dos era profesional del medio. Al principio todo comenzó como un tímido proyecto entre amigos, sin mayores pretensiones que crear un tebeo del personaje «solo para ellos», cansados como estaban de esperar tantos años una nueva aventura del héroe que parecía que ya jamás iba a publicarse. Luego una cosa llevó a la otra, y la editorial acabó dando luz verde al proyecto. Esta obra autoconclusiva consta de 64 páginas, y lleva por título «¡La Hermandad de la espada!», y por su construcción resulta obvio que se trata de un clarísimo homenaje al estilo que Víctor Mora y Francísco Darnís (los creadores originales) imprimieran a la serie desde su mismo nacimiento. En éste esperado relanzamiento, Jabato, Taurus y Fideo se encuentran de vuelta en la Hispania del recién proclamado emperador Tito en busca de nuevas aventuras. 
En enero de 2010, Editorial Planeta sacó a los quioscos un «nuevo» coleccionable del famoso héroe, que en realidad no era otra cosa sino una nueva reedición del material procedente del anteriormente citado Jabato Color (al que claramente homenajeaba, tratando de despertar la nostalgia del aficionado), material que ya había sido también posteriormente reutilizado para la denominada «Edición Histórica», es decir, de nuevo y por enésima vez el mismo material remontado, censurado y coloreado que adulteraba sensiblemente el cuadernillo original apaisado. Otro dato a tener en cuenta acerca de esta reedición, es que de cada cuatro aventuras que contenía cada tomo, solo se reproducían dos de las impresionantes portadas de Antonio Bernal, quedando inéditas las otras dos.
El 5 de mayo de 2010 vio la luz una nueva aventura inédita, con un formato muy similar a la aventura apaisada que se publicó en 2008, y con un espíritu claramente continuista de aquella (aunque en ambos casos se tratase de historias que, por autoconclusivas, son inconexas entre sí). El título de esta nueva entrega es «El tirano de Rakhum», y en esta ocasión tanto dibujo como guion corren a cargo del salmantino José Revilla, sin aparecer ya en esta ocasión en los créditos Luís A. Ródenas. En esta nueva aventura, las andanzas del Jabato, Taurus y Fideo les conducen a lo largo del Mediterráneo hasta la legendaria ciudad de Petra, con el fin de llevar a cabo el rescate de la bella Claudia.

## Argumento

### Contexto
Víctor Mora afirma haber situado esta historieta 73 años antes de Jesucristo (pese a que sea cristiano), tras la muerte de Espartaco. No está demasiado clara, de todos modos, la época exacta en la que vive el Jabato, dado que en algún episodio se cita a Nerón, en otro a Trajano, e incluso hay alguno donde se nombra a un ficticio emperador Sulla, mientras que en aventuras más recientes se trata de Tito.

### Argumento
Los romanos consideran al Jabato y sus amigos como proscritos muy peligrosos, y hacen todo lo posible por capturarlos cada vez que estos se aventuran a acercarse a los vastos territorios del Imperio Romano. Como es lógico, ellos no dudarán en aprovechar la mayoría de las oportunidades de que disponen para luchar al lado de los pueblos oprimidos, tanto por Roma como por otros tiranos (a cuál más exótico). Obligados a vivir en el exilio, en muy raras ocasiones los protagonistas vuelven a su Iberia natal, donde solo pueden comportarse como guerrilleros. Armonía Rodríguez (esposa del guionista), recordó que Mora solía dejar a Jabato en situaciones terribles sin saber cómo lo sacaría la siguiente semana. «Ya me apañaré», decía.

### Protagonistas
Contrariamente al esquema seguido por Víctor Mora en otros personajes, comenzó con tan sólo dos héroes, ambos íberos que combatían los excesos de los emperadores romanos. 
El primero de ellos, Jabato, es un pacífico campesino que, esclavizado por Roma y convertido a la fuerza en gladiador, pronto lidera una rebelión de gladiadores y consigue escapar del circo, para dedicarse luego a recorrer el mundo como un justiciero errante. Su indumentaria habitual se compone de faldellín (generalmente rojo en la versión coloreada), que deja al descubierto sus piernas protegidas por sendas grebas metálicas, y sandalias de cuero en los pies, así como una reluciente coraza de escamas (lorica squamata, que en los primeros cuadernos habría arrebatado a un general cartaginés en la ciudad de Zaal).
El segundo, Taurus, es un gigante barbudo y comilón, leñador de profesión y mejor amigo del Jabato ya incluso antes de la invasión romana, por lo que desde el principio se convierte en su inseparable compañero de aventuras alrededor del mundo. Su indumentaria habitual está elaborada a base de pieles de algún animal (al más puro estilo de muchos pueblos bárbaros). Otra de sus características más resaltables es su peculiar y retorcido bigote de estilo «daliniano». Por su aspecto y constitución física, casi podría decirse de él que se trata del típico forzudo de circo.
También en los primeros cuadernos se produciría el encuentro con la dama del grupo: Claudia, una joven patricia romana, hija de un senador, que había abrazado el cristianismo. Claudia, siguiendo la personalidad marcada por el personaje de Sigrid en El Capitán Trueno, rompió moldes, ya que nunca se casó con Jabato y nunca se limitó a esperar al héroe desde el exilio.
Bastante después se incluiría el personaje quizás más recordado por todos los lectores de la serie: Fideo de Mileto (no aparecerá hasta el cuadernillo n.º 112), un escuálido rapsoda griego que continuamente martiriza a Taurus con su estrofas de 400, 500, 600 o 1000 versos, con las que narra las victorias de sus amigos. Siempre acompañado de su querida lira (de la cual ha intentado deshacerse Taurus más de una vez), lucha dando golpes «musicales» a sus enemigos. Durante bastantes aventuras nuestros amigos serán acompañados por un niño indochino llamado Tai-Li y su tigre Bambú, o por un mono llamado Bongo. Sílvia Darnís (hija del dibujante), explicó cómo su padre se documentaba obsesivamente y a veces incluso empleaba a su hermana Natalia, que era delgadita, como modelo de Fideo de Mileto.

## Valoración
El principal inconveniente de los guiones de El Jabato son los graves anacronismos históricos que presentan, sobre todo cuanto más avanza la serie. Algunos son de tal calibre que resulta difícil atribuirlos a Víctor Mora, buen conocedor de la historia que en cambio supo situar con gran precisión las aventuras de El Capitán Trueno a finales del siglo XII. Por otro lado, hay que admitir que las mejores aventuras son las de aproximadamente los cien primeros cuadernos, con alguna realmente extraordinaria como la que muestra el enfrentamiento entre cartagineses y romanos en la ciudad de Zaal. Pero poco a poco empiezan a surgir los citados anacronismos bajo la forma de increíbles árabes que van apareciendo de manera esporádica. Estos (así como otros anacronismos fantasiosos con imposibles animales extintos y hasta extravagantes conatos de ciencia ficción) no cesarán de aumentar con el transcurrir de la colección, lo que unido a una paulatina infantilización de la trama de la misma (de la que posteriormente se acusará al organismo censor del régimen), así como al protagonismo que entre la juventud irán ganando otros medios como son el cine y la televisión, provocan una etapa de progresiva decadencia que culminará con su cierre definitivo.

## Adaptaciones a otros medios
En el año 1989 se creó, con bastante éxito comercial, la aventura conversacional (programa informático) Jabato para microordenadores de 8 y 16 bits, publicada por la empresa española Aventuras AD, que dio a conocer el personaje, muchos años después, a una pequeña pero renovada generación de lectores y seguidores.